# Benthopecten pedicifer
Benthopecten pedicifer is een zeester uit de familie Benthopectinidae.
De wetenschappelijke naam van de soort werd in 1885 gepubliceerd door Percy Sladen.